# Tigné
Tigné là một xã thuộc tỉnh Maine-et-Loire trong vùng Pays de la Loire phía tây nước Pháp. Xã này nằm ở khu vực có độ cao trung bình 59 mét trên mực nước biển.
Sông Layon chảy qua xã Tigné.